# Владимиров, Николай Владимирович
Николай Владимирович Владимиров (род. 12 ноября 1994, Тольятти, Самарская область) — российский хоккеист, нападающий. Мастер спорта России (2022).

## Биография
Воспитанник тольяттинской «Лады», с сезона 2011/12 — игрок фарм-клуба в МХЛ/МХЛ-Б «Ладья». В сезоне 2013/14 провёл шесть матчей в ВХЛ за «Ладу», 4 декабря 2013 года перешёл в другой клуб ВХЛ «Барс» Казань. 1 мая 2016 года подписал двухсторонний двухлетний контракт с московским «Динамо». В начале сезона 2016/17 провёл три матча в КХЛ, затем играл за фарм-клуб «Динамо» Балашиха в ВХЛ. 6 января был отзаявлен из команды и продолжил карьеру в клубах ВХЛ «Дизель» (2016/17 — 2017/18), «Спутник» Нижний Тагил (2017/18), «Саров» и «Лада» (2018/19), «Сокол» Красноярск и «Дизель» (начало 2019/20). В декабре сыграл три матча в КХЛ за «Металлург» Магнитогорск, затем — 13 матчей за фарм-клуб «Южный Урал» в ВХЛ. Играл за «Ладу» (2020/21 — 2021/22), «Рубин» (2021/22, чемпион ВХЛ, обладатель Кубка Петрова — 2022/23), «Рязань-ВДВ» (2022/23). Перед сезоном 2023/24 подписал контракт с «Ладой», вернувшейся в КХЛ, но на летних сборах получил тяжёлую травму и пропустил весь сезон. В апреле 2024 года продлил контракт на год и с сезона 2024/25 стал выступать за фарм-клуб ЦСК ВВС в ВХЛ.